# Hiệp ước München
Hiệp ước München, hoặc Hiệp ước Munich  là một thỏa thuận được ký kết tại Munich vào ngày 30 tháng 9 năm 1938, giữa Đức Quốc xã, Anh quốc, Cộng hòa Pháp và Phát xít Ý. Nó cho phép Đức chiếm một phần lãnh thổ của Tiệp Khắc được gọi là Sudetenland, nơi có hơn ba triệu người, chủ yếu là người gốc Đức, sinh sống. Hiệp ước này còn được người Tiệp Khắc gọi là Sự phản bội Munich (tiếng Séc: Mnichovská zrada; tiếng Slovak: Mníchovská zrada), do trong thỏa thuận này, Pháp đã đơn phương vứt bỏ thỏa thuận liên minh với Tiệp Khắc năm 1924 và một hiệp ước quân sự năm 1925 giữa Pháp và Tiệp Khắc.
Đức bắt đầu một cuộc chiến tranh không tuyên bố cường độ thấp ở Tiệp Khắc vào ngày 17 tháng 9 năm 1938. Để phản ứng lại, vào ngày 20 tháng 9, Anh và Pháp chính thức yêu cầu Tiệp Khắc nhường lãnh thổ Sudetenland của mình cho Đức. Theo sau Đức, Ba Lan cũng yêu cầu Tiệp Khắc phải cắt nhượng lãnh thổ vào ngày 21 tháng 9, và Hungary vào ngày 22 tháng 9. Trong khi đó, quân Đức đã chinh phục các khu vực của Quận Cheb và Quận Jeseník, và bộ binh Đức được trang bị nhẹ nhanh chóng tràn qua các quận biên giới khác trước khi bị đẩy lùi. Ba Lan cũng tập hợp các đơn vị quân đội của mình gần biên giới chung với Tiệp Khắc và tiến hành một cuộc tấn công thăm dò không thành công vào ngày 23 tháng 9  Liên Xô tuyên bố sẵn sàng hỗ trợ Tiệp Khắc với điều kiện Hồng quân có thể đi qua lãnh thổ Ba Lan và Romania, nhưng cả hai nước này đều từ chối  Đại sứ Ba Lan nói với Ngoại trưởng Pháp rằng Ba Lan sẽ phản đối bất kỳ nỗ lực nào của Liên Xô nhằm bảo vệ Tiệp Khắc khỏi Đức 
Để dàn xếp, một cuộc họp khẩn cấp của các cường quốc châu Âu đã diễn ra ở Munich – nhưng loại trừ chính Tiệp Khắc và Liên Xô, đồng minh của cả Pháp và Tiệp Khắc. Vào ngày 30 tháng 9, Tiệp Khắc đã chịu khuất phục trước áp lực quân sự của Đức, Ba Lan và Hungary cũng như áp lực ngoại giao của Anh và Pháp, đồng ý nhường lãnh thổ cho Đức theo các điều khoản ở Munich. Ngay sau đó, Hitler từ bỏ lời hứa tôn trọng sự toàn vẹn của Tiệp Khắc bằng cách xâm lược Séc và biến nước này thành Vùng bảo hộ Bohemia và Moravia, trao cho Đức toàn quyền kiểm soát tất cả lãnh thổ Tiệp Khắc, bao gồm cả kho vũ khí quân sự mà sau này đóng vai trò quan trọng trong Cuộc xâm lược của Đức vào Ba Lan và Pháp Liên Xô thì cảm thấy bị phương Tây phản bội, họ tin rằng phương Tây đã thông đồng với Hitler để trao một quốc gia ở Trung Âu cho Đức, và rằng phương Tây có thể sẽ làm điều tương tự với Liên Xô trong tương lai
Ngày nay, Hiệp ước Munich được nhiều người coi là một hành động nhân nhượng Đức đầy tai hại, và thuật ngữ này đã trở thành "một lời nói mỉa mai cho sự vô ích của việc xoa dịu các quốc gia toàn trị theo chủ nghĩa bành trướng" 

## Bối cảnh lịch sử
Nước Cộng hòa Tiệp Khắc được thành lập sau Chiến tranh thế giới thứ nhất từ các hòa ước mà người Đức rất căm ghét. Được tách ra từ Đế quốc Habsburg cũ, Tiệp Khắc phát triển thành một nước dân chủ và phồn thịnh nhất Trung Âu.
Nhưng vì có nhiều dân tộc khác nhau, ngay từ lúc đầu Tiệp Khắc bị giằng co bởi những vấn nạn nội bộ mà suốt 20 năm vẫn chưa thể giải quyết được. Đấy là vấn nạn của những dân tộc thiểu số. Có 1 triệu người Hungary, nửa triệu người Ruthenian, và 3 triệu rưởi người Đức ở Sudeten. Các dân tộc này tha thiết với "đất mẹ" của họ, lần lượt là Hungary, Nga và Đức; tuy rằng người Đức ở Sudetenland1 chưa bao giờ thuộc về Đế chế Đức (ngoại trừ trước nữa là một phần của Đế chế La Mã Thần thánh) nhưng chỉ thuộc về Áo. Nói chung, các dân tộc này đòi hỏi có thêm quyền tự trị.
So với những dân tộc thiểu số ở phương Tây, ngay cả ở Mỹ, những dân tộc thiểu số ở Tiệp Khắc không bị kém cỏi. Họ có quyền dân chủ và tự do cá nhân trọn vẹn – ngay cả quyền được bầu cử – và có thêm ít quyền được lập trường học riêng và duy trì cơ sở văn hóa của riêng họ. Lãnh tụ các dân tộc thiểu số thường là bộ trưởng trong chính phủ trung ương. Tuy nhiên, người Séc không thể giải quyết những vấn đề của người thiểu số. Họ thường có tư tưởng ái quốc cực đoan và thiếu khôn khéo.
Điều mỉa mai là người Đức Sudeten có vị thế khá trong nước Tiệp Khắc – chắc chắn khá hơn bất kỳ dân tộc thiểu số nào khác trong nước, và khá hơn những dân tộc thiểu số Đức ở Ba Lan hoặc ở nước Phát xít Ý. Nhưng họ bất mãn với tính hà khắc vụn vặt của quan chức địa phương người Séc và thái độ kỳ thị đôi lúc xảy ra ở thủ đô Praha. Sống trong các vùng tây-bắc và tây-nam công nghiệp hóa, họ giàu có lên và dần dà trở nên hòa thuận với người Séc, vẫn tiếp tục đòi hỏi thêm quyền tự trị và sự tôn trọng đối với các quyền về ngôn ngữ và văn hóa. Trước khi Hitler nổi lên, không có phong trào chính trị nghiêm túc nào đòi hỏi hơn thế.
Thế rồi, khi Hitler nắm quyền Thủ tướng Đức năm 1933, cơn bão Quốc xã tràn đến người Đức Sudeten. Năm này, một giáo viên môn thể dục dụng cụ tên Konrad Henlein thành lập Đảng người Đức Sudeten (SDP). Bộ Ngoại giao Đức bí mật hỗ trợ tài chính đảng cho đến năm 1935. Trong vòng vài năm, đảng này đã chiếm đa số trong cộng đồng người Đức Sudeten. Vào lúc Áo bị sáp nhập vào Đức, đảng SDP đã sẵn sàng để nghe theo lệnh của Hitler.
Để nhận lệnh, Henlein đi đến Berlin, và ngày 28 tháng 3 năm 1938 vào ngồi họp với Hitler trong ba tiếng đồng hồ. Chỉ thị của Hitler là "Đảng SDP phải ra những đòi hỏi mà chính phủ Tiệp Khắc không thể chấp nhận." Như chính Henlein tóm tắt quan điểm của Hitler: "Ta phải luôn đòi hỏi nhiều để ta không bao giờ hài lòng." Vì thế, hoàn cảnh khó khăn của người Đức thiểu số ở Tiệp Khắc đối với Hitler chỉ là cái cớ để quấy động, khuynh đảo, tung hỏa mù và gây hiểu lầm giữa những bạn hữu của Tiệp Khắc, và che giấu mục đích thực sự của ông: để hạ gục Tiệp Khắc và chiếm lấy lãnh thổ cùng dân cư cho Đế chế thứ Ba.
Các nhà lãnh đạo Anh và Pháp vẫn chưa nhận ra điều này. Suốt mùa xuân và mùa hè, thật ra cho đến lúc cuối, Thủ tướng Anh Arthur Neville Chamberlain và Thủ tướng Pháp Édouard Daladier cùng với đa số thế giới còn lại hiển nhiên vẫn còn thật sự tin rằng Hitler chỉ mong muốn sự bình đẳng cho người Đức ở Tiệp Khắc.

## Khủng hoảng đầu tiên
Ngày Thứ Sáu 20 tháng 5 năm 1938 bắt đầu một cuộc khủng hoảng mà sau này được gọi là "Khủng hoảng tháng Năm." Trong 48 giờ đầu, các chính phủ Anh, Pháp, Tiệp Khắc và Liên Xô trở nên hốt hoảng tin rằng châu Âu ở gần bờ vực chiến tranh. Đây có lẽ chủ yếu là do kế hoạch của Đức tấn công Tiệp Khắc bị rò rỉ. Vì tin như thế mà Tiệp Khắc bắt đầu động binh, còn Anh, Pháp và Liên Xô biểu lộ sự cứng rắn và hợp nhất để đối phó với mối đe dọa của Đức.
Hitler cảm thấy bẽ mặt nặng nề vì hành động của Tiệp Khắc, và cũng vì sự ủng hộ của Anh, Pháp và ngay cả Liên Xô dành cho Tiệp Khắc. Hitler càng phẫn nộ hơn vì bị cáo buộc – đúng tội nhưng quá sớm – về hành động gây hấn mà chính ông định sẽ thực hiện. Hitler ra lệnh cho Quân đội Đức soạn thảo những kế hoạch cuối cùng để sẵn sàng tấn công Tiệp Khắc ngày 1/10/1938.
Ngày 12/9, Hitler phát biểu trước một đám đông cuồng tín lấp đầy một sân vận động khổng lồ ở Nürnberg trong buổi bế mạc Đại hội Đảng Quốc xã, đòi hỏi chính phủ Tiệp Khắc tạo "bình đẳng" cho người Đức Sudeten. Nếu không, Đức sẽ có biện pháp để đạt điều này.
Ngôn từ của Hitler gây xao động đáng kể. Ở Sudetenland, một cuộc nổi loạn xảy ra. Sau hai ngày xô xát cuồng loạn, chính phủ Tiệp Khắc kiểm soát được tình hình bằng cách đưa quân đội đến và ra lệnh thiết quân luật. Henlein lẻn qua biên giới đến Đức, tuyên bố rằng giải pháp duy nhất bây giờ là nhượng vùng Sudetenland cho Đức.
Đấy là giải pháp mà Anh đang ủng hộ, nhưng cần đạt sự thỏa thuận của Pháp trước khi thúc đẩy thêm. Một ngày sau bài diễn văn của Hitler, nội các Pháp họp suốt ngày, vẫn chia rẽ nhau về việc liệu có nên tôn trọng nghĩa vụ giúp Tiệp Khắc trong trường hợp Đức tấn công, mà họ biết sắp diễn ra. Thủ tướng Daladier kêu gọi Chamberlain cố thương thuyết với Hitler.
Tối cùng ngày, Chamberlain gửi điện khẩn cho Hitler:
Xét qua tình hình càng lúc càng khẩn trương, tôi đề nghị đi đến gặp ông để cố gắng tìm một giải pháp hòa bình. Tôi đề nghị đi bằng máy bay và sẵn sàng lên đường ngày mai.

## Chamberlain tại Berchtesgaden
Hitler vô cùng kinh ngạc nhưng rất vui sướng khi biết người nắm vận mệnh của Đế quốc Anh hùng mạnh sẽ đi đến kêu nài với ông, và cảm thấy hãnh diện rằng một người đã 69 tuổi và chưa từng đi máy bay lại đi chuyến bay dài 7 tiếng đồng hồ để đến Berchtesgaden ở phần xa nhất của nước Đức. Hitler đã không màng chiếu cố để đề nghị nơi gặp gỡ bên sông Rhine, vốn có thể giảm đường bay còn một nửa. Hitler tin chắc chuyến đi của Chamberlain là thêm sự đảm bảo rằng Anh và Pháp sẽ không can thiệp – như ông vẫn tin tưởng từ lâu.
Chamberlain đáp xuống sân bay München ngày 15 tháng 9 năm 1938, một chiếc ô tô mui trần đưa ông đến nhà ga, rồi ông đi trên một chuyến tàu đặc biệt mất 3 giờ để đến Berchtesgaden2. Ông thấy từng toa xe tiếp nối chở đầy binh sĩ Đức và pháo trên đường ray đối diện. Hitler không ra đón ông tại Berchtesgaden, mà đứng chờ ở những bậc thềm trên cùng của biệt thự Berghof. Bây giờ là 4 giờ chiều, và Chamberlain đã phải di chuyển từ sáng sớm.
Giống như mỗi khi phát biểu, Hitler bắt đầu với lời lẽ dông dài về những gì ông đã làm cho dân tộc Đức, cho hòa bình, cho mối quan hệ Anh-Đức. Bây giờ có một vấn nạn mà ông chủ định giải quyết "bằng cách này hoặc cách khác." Người Đức Sudeten lúc trước thuộc về Áo, chưa bao giờ thuộc Đức. Ba triệu người Đức ở Tiệp Khắc phải "trở về" Đế chế. Cả trong buổi gặp gỡ này với Hitler và trong báo cáo với Nghị viện, Chamberlain, với vốn kiến thức về lịch sử Đức không có vẻ sâu lắm, chấp nhận việc sử dụng sai lạc từ ngữ "trở về".
Là người cực kỳ nhẫn nại, Chamberlain khó chen vào được câu nào, nhưng có giới hạn. Đến đây, ông ngắt lời để hỏi:
Nếu Lãnh tụ nhất định giải quyết vấn đề này bằng vũ lực mà không chờ hai bên thảo luận, thế thì tại sao để cho tôi đến đây? Tôi đã uổng phí thời giờ của tôi.
Nhà độc tài không có thói quen bị ngắt lời – cho đến lúc này chưa từng có người Đức nào dám ngắt lời ông – vì thế câu trả đũa của Chamberlain xem dường có hiệu quả. Hitler dịu xuống, ông nghĩ họ có thể "đi vào vấn đề liệu có thể đạt một thỏa thuận hòa bình được không." Và rồi ông đi ngay vào đòi hỏi:
Liệu nước Anh đồng ý với việc nhượng vùng Sudeten, hay không đồng ý?... Nhượng trên cơ sở quyền tự quyết?
Chamberlain trả lời rằng ông không thể tự mình quyết định, mà phải tham khảo với nội các của ông và với người Pháp, và thêm:
cá nhân ông có thể nói rằng ông công nhận nguyên tắc của việc tách ra vùng Sudeten... Ông muốn trở về Anh để báo cáo với Chính phủ và xin họ chấp thuận quan điểm của cá nhân ông.
Từ thái độ đầu hàng này tại Berchtesgaden, mọi chuyện khác đều tiếp diễn theo. Trong khi đó, Đức vẫn tiếp tục với các kế hoạch quân sự và chính trị cho cuộc xâm lăng Tiệp Khắc.

## Anh và Pháp cố xoa dịu Hitler
Khi trở về Anh, Chamberlain triệu tập nội các để ông trình bày yêu sách của Hitler. Thủ tướng Pháp Daladier và Ngoại trưởng Pháp Bonnet đến London để tham khảo với nội các Anh. Cả hai bên Anh và Pháp đều muốn tránh chiến tranh nên nhanh chóng đồng ý về những đề xuất chung mà Tiệp Khắc phải chấp nhận: giao cho Đức mọi lãnh thổ có trên phân nửa là người Đức Sudeten để đảm bảo "duy trì hòa bình và an ninh của những quyền lợi sống còn của Tiệp Khắc." Để đáp lại, Anh và Pháp sẽ tham gia vào "sự đảm bảo quốc tế của những đường biên giới mới..." Sự đảm bảo này sẽ thay thế những hiệp ước mà Tiệp Khắc ký kết với Pháp và Liên Xô. Đây là lối thoát dễ dàng cho Pháp: không còn bị ràng buộc với hiệp ước hiện hữu.
Tiệp Khắc từ khước các đề xuất qua công hàm có lòng tự trọng, với lời giải thích – và cũng là lời tiên tri – rằng chấp nhận những đề xuất ấy sẽ khiến cho Tiệp Khắc "không chóng thì chầy sẽ nằm hoàn toàn dưới sự thống trị của Đức."
Nhưng cả Anh vẫn gia tăng sức ép lên Tiệp Khắc, cho biết nếu không chấp nhận các đề xuất Anh-Pháp, Anh sẽ không còn liên can gì đến số phận của Tiệp Khắc, và nước này sẽ không còn trông mong Anh hoặc Pháp giúp đỡ nữa.
Vào lúc này, Tổng thống Tiệp Khắc Eduard Beneš nhận ra là bạn hữu của ông đã bỏ rơi ông. Ông kêu gọi đến Pháp, nhưng Pháp lại yêu cầu ông rút lại công hàm từ khước, chấp nhận các đề xuất Anh-Pháp, nếu không Tiệp Khắc sẽ phải một mình chống lại Đức.
Suốt ngày kế, đau nhức vì mệt mỏi, vì mất ngủ và vì bị phản bội, Beneš vẫn hội ý với nội các, các nhà lãnh đạo đảng và quân đội. Họ tỏ rõ lòng quả cảm trước sự đe dọa của kẻ thù, nhưng bắt đầu suy sụp vì bạn hữu và đồng minh đã bỏ rơi họ. Còn Liên Xô lặp lại cam kết là Liên Xô sẽ tôn trọng hiệp ước đã ký với Tiệp Khắc. Nhưng người Tiệp nhận ra rằng hiệp ước với Liên Xô quy định Liên Xô sẽ đến hỗ trợ với điều kiện Pháp cũng phải hỗ trợ. Và Pháp đã nuốt lời.
Xế chiều ngày 21 tháng 9, chính phủ Tiệp Khắc đành chịu thua, chấp nhận kế hoạch Anh-Pháp. Bản thông cáo giải thích một cách cay đắng: "Chúng tôi không có chọn lựa nào khác, vì chúng tôi bị bỏ rơi một mình." Trong riêng tư, Beneš nói một cách súc tích: "Chúng tôi đã bị phản bội từ cơ bản." Ngày kế, nội các từ chức. Tướng Tổng Thanh tra Quân đội Jan Sirovy được cử đứng đầu "chính phủ tập trung quốc gia."

## Chamberlain tại Godesberg

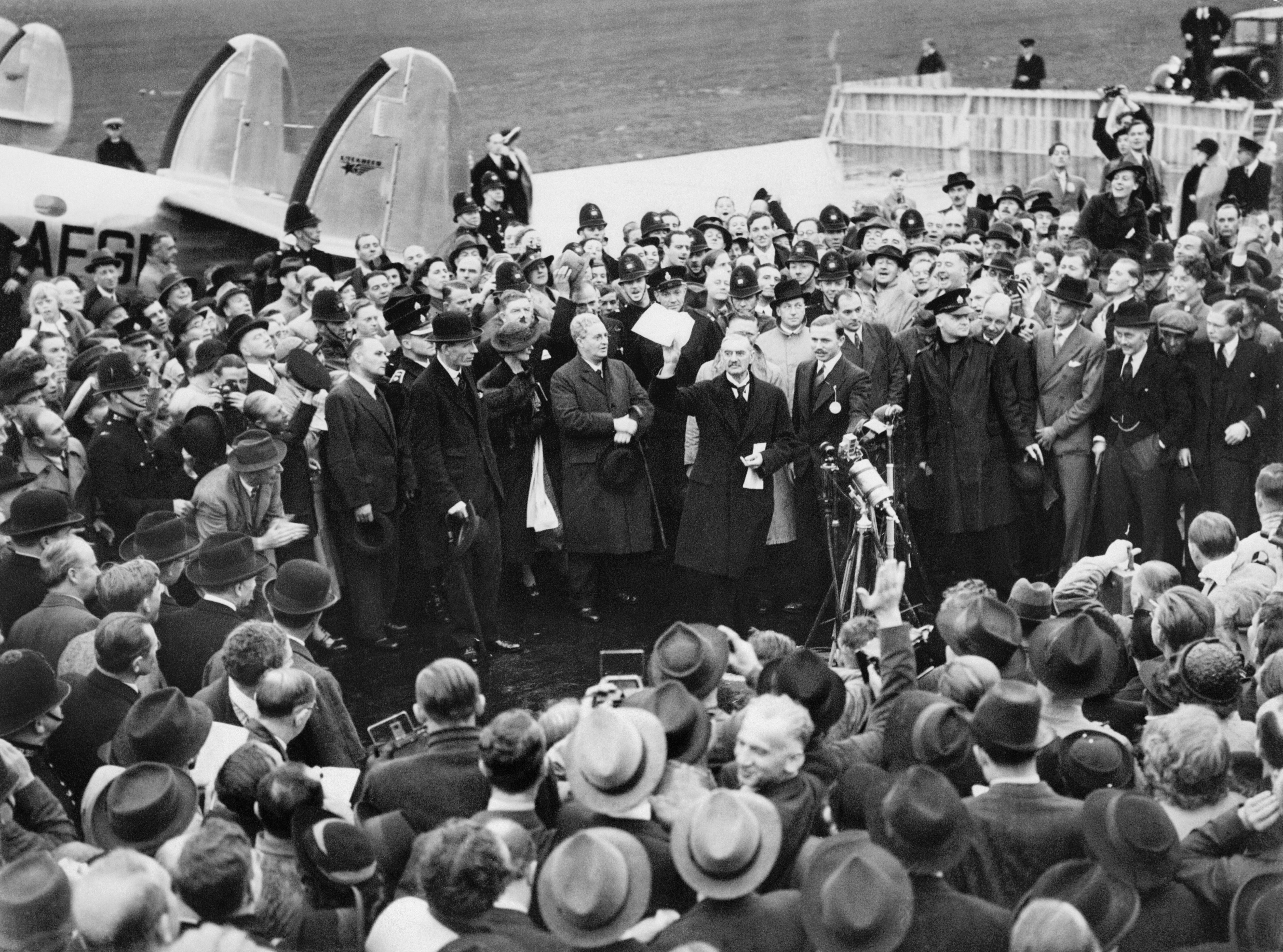
Thủ tướng Anh Neville Chamberlain tuyên bố "hòa bình" sau khi trở về nước

Chamberlain mang đến cho Hitler mọi nhượng bộ theo yêu sách ở Berchtesgaden.
Lần này, ít nhất là lúc khởi đầu, Chamberlain chủ động phát biểu trong hơn một giờ, giải thích những việc ông đã làm để thuyết phục cả hai nội các Anh và Pháp lẫn Tiệp Khắc. Ông chấp nhận ý kiến giao Sudetenland cho Đức mà không cần trưng cầu dân ý. Tương lai của những vùng pha trộn nhiều chủng tộc sẽ do một ủy hội gồm ba thành viên giải quyết: một Đức, một Tiệp Khắc, một trung lập. Một đảm bảo quốc tế sẽ thay thế các hiệp ước giữa Tiệp Khắc với Pháp và Liên Xô – mà Hitler có ác cảm.
Tất cả đều có vẻ rất đơn giản, rất hợp tình hợp lý đối với một Thủ tướng Anh gốc doanh nhân Anh yêu hòa bình. Ông ngưng nói với vẻ tự mãn, đợi chờ phản ứng của Hitler.
Hitler hỏi: "Có đúng là theo tôi hiểu rằng các chính phủ Anh, Pháp và Tiệp Khắc đồng ý chuyển giao Sudetenland từ Tiệp Khắc cho Đức?" Hitler cảm thấy kinh ngạc vì các nhượng bộ cho ông đi xa như thế và đến nhanh như thế. Ông biết Tiệp Khắc đã chấp nhận đề xuất Anh-Pháp. Tuy nhiên, có thể là Hitler không biết rõ chi tiết các điều khoản của kế hoạch Anh-Pháp cho đến khi Chamberlain giải thích.
Thủ tướng Anh mỉm cười đáp: "Phải."
Hitler nói: "Tôi rất lấy làm tiếc, nhưng sau những sự việc trong những ngày qua, kế hoạch này không còn ích lợi gì nữa."
Chamberlain đứng bật dậy, gương mặt lộ vẻ kinh ngạc và tức giận. Ông Chamberlain thấy bao nhiêu công khó nhọc của ông bị tiêu tán. Theo ghi chú của TS. Schmidt, Chamberlain nói với Hitler là ông cảm thấy
vừa thất vọng vừa hoang mang. Ông có thể nói một cách đúng lý rằng Lãnh tụ đã nhận được tất cả từ ông đối với những gì đã đòi hỏi trước đây.
Để đạt được điều này, ông đã đánh đố cả sự nghiệp chính trị của ông... Ông đang bị kết án ở Anh là đã bán đứng và phản bội Tiệp Khắc, đã nhượng bộ các nhà độc tài, và khi rời nước Anh sáng nay ông bị la ó chế nhạo.
Nhưng Hitler không tỏ ra xúc động với hoàn cảnh tội nghiệp của vị Thủ tướng Anh. Ông đòi hỏi Đức được chiếm đóng vùng Sudetenland ngay lập tức. Phải "giải quyết toàn vẹn và rốt ráo vấn đề chậm nhất là vào ngày 1 tháng 10." Ông có sẵn một bản đồ chỉ ra phải chuyển giao lập tức những lãnh thổ nào.
Tối ấy, Chamberlain hội ý qua điện thoại với nội các của ông và với chính phủ Pháp. Tình hình dường như không có triển vọng lắm, đến nỗi Anh và Pháp đồng ý nên thông báo cho Tiệp Khắc ngày kế rằng hai nước không thể "tiếp tục nhận trách nhiệm khuyên họ không nên động binh."
Nhưng Tiệp Khắc bắt đầu động binh lúc 10:30 giờ tối ngày 23 tháng 9.
Chamberlain cho Hitler biết ông sẽ đề nghị với Tiệp Khắc là, vì các bên đã bằng lòng giao Sudetenland cho Đức, người Đức Sudeten sẽ lo duy trì an ninh trật tự ở Sudetenland cho đến khi giao vùng đất này cho Đức.
Hitler không chấp nhận giải pháp dung hòa này, trả lời ông không muốn dung hòa, và kết luận rằng bây giờ có lẽ sẽ có chiến tranh.
Chamberlain chỉ trả lời ngắn gọn là yêu cầu Hitler ghi ra giấy những đòi hỏi mới, "cùng với một bản đồ" và sẽ làm nhiệm vụ "như người trung gian" để gửi qua Praha.
Chamberlain trở lại để có buổi hội đàm cuối cùng với Hitler bắt đầu lúc 10:30 giờ tối 23 tháng 9, Hitler trình bày những đòi hỏi trong một bản ghi nhớ cùng với một bản đồ. Chamberlain bị đối mặt với một thời hạn mới. Bên Tiệp phải bắt đầu rút ra khỏi lãnh thổ sẽ chuyển giao bắt đầu từ ngày 26 tháng 9 và xong xuôi ngày 28 tháng 9.
Chamberlain thốt lên: "Nhưng cái này không khác gì tối hậu thư!"
Hitler đáp trả: "Không phải... Xem đây, văn kiện có tựa là 'Bản ghi nhớ'."
Vừa lúc ấy, một tùy viên mang vào một tin khẩn cấp cho Lãnh tụ. Ông xem qua và trao cho Schmidt để thông dịch: "Đọc cho ông Chamberlain nghe."
Schmidt đọc: "Beneš vừa tuyên cáo trên đài truyền thanh lệnh tổng động viên ở Tiệp Khắc."
Hitler nói: "Bây giờ, dĩ nhiên là mọi việc đều đã an bài. Người Tiệp sẽ không muốn nhượng lãnh thổ nào cho Đức."
Chamberlain không đồng ý. Tiếp theo là cuộc tranh cãi dữ dội. Hitler nói người Tiệp đã động binh trước. Chamberlain nói ý khác: Đức đã động binh trước. Hitler phủ nhận Đức đã điều quân...
Thế là, cuộc tranh cãi kéo dài đến khuya. Cuối cùng, Chamberlain hỏi liệu bản ghi nhớ của Đức "có phải đúng là thực sự những lời cuối cùng của ông ấy hay không," Hitler trả lời rằng đúng, và Chamberlain nói không còn có ích gì phải thảo luận tiếp. Ông đã làm mọi việc; tất cả nỗ lực của ông đã thất bại. Ông trở về với con tim nặng trĩu, vì hy vọng mà ông mang theo khi đến Đức đã tắt lịm.
Nhưng nhà độc tài Đức vẫn chưa để cho ông yên. Ông có một "nhượng bộ."
Hitler nói một cách hớn hở:
Ông là một trong số ít người mà tôi từng làm như thế này. Tôi sẵn sàng định ra một ngày duy nhất cho việc rút lui của Tiệp Khắc – ngày 1 tháng 10 – để tạo thuận lợi cho công việc của ông.
Sau khi nói thế, Hitler rút một cây bút chì và tự tay đổi ngày. Dĩ nhiên đấy không phải là nhượng bộ. Ngay từ đầu, Hitler đã định 1 tháng 10 là Ngày tấn công Tiệp Khắc.
Bản ghi nhớ đòi hỏi mọi lực lượng của Tiệp Khắc, kể cả cảnh sát, rút ra khỏi những vùng tô màu đỏ trên bản đồ. Một cuộc trưng cầu dân ý sẽ quyết định tương lai của những vùng tô màu lục. Phải để lại nguyên trạng mọi cơ sở quân sự trong vùng đã rút lui. Phải chuyển giao nguyên trạng cho bên Đức mọi vật liệu thương mại và giao thông, "đặc biệt là những cấu phần di động". Không được mang theo lương thực, hàng hóa, bò, nguyên vật liệu... Hàng trăm nghìn người Tiệp không được mang theo vật dụng nội thất hoặc bò của gia đình.

## Anh-Pháp gây thêm áp lực
Trở về nước, Chamberlain cố thuyết phục nội các Anh chấp thuận yêu sách mới của Quốc xã. Ông còn cảnh cáo Tổng thống Beneš rằng Đức sẽ vượt biên giới Tiệp Khắc nếu nước này không chấp nhận những điều kiện của Đức. Ông trách móc là Quân đội Đức sẽ tràn ngập Böhmen mà không cường quốc nào có thể làm gì được để cứu Tiệp Khắc khỏi số phận này. Và đấy là sự thật cho dù kết quả của chiến tranh thế giới sẽ ra sao. Thế là, Chamberlain đặt trách nhiệm về hòa bình hoặc chiến tranh lên Beneš chứ không phải Hitler.
Trước khi Beneš có thời giờ để trả lời, Chamberlain gửi tiếp bức điện thứ hai, đề nghị Tiệp Khắc chấp nhận cho Đức chiếm đóng một phần vào ngày 1 tháng 10 rồi một uỷ ban biên giới Đức-Tiệp-Anh sẽ xác định những phần lãnh thổ khác sẽ giao cho Đức. Chamberlain phát biểu trên sóng phát thanh ở Anh:
Dù cho chúng ta có thể thông cảm với một quốc gia nhỏ đối mặt với một nước láng giềng lớn và hùng mạnh, trong mọi trường hợp chúng ta không thể lôi cả Đế quốc Anh can dự vào một cuộc chiến. Nếu chúng ta phải chiến đấu, thì nên chiến đấu cho những vấn đề lớn hơn thế nữa...
Với việc Pháp ủng hộ những đề nghị mới nhất, Tiệp Khắc bị các nước bè bạn cảnh cáo: cho dù họ và các đồng minh có thắng Đức, họ vẫn phải trao Sudetenland cho Đức. Câu suy diễn là rõ ràng: tại sao phải nhấn chìm châu Âu vào chiến tranh, vì bề nào cũng mất Sudetenland?
Để khuyến dụ Hitler nên bỏ ngỏ cơ hội, Chamberlain viết một thư riêng cho Hitler và gửi hỏa tốc bằng một chuyến bay đặc biệt do Ngài Horace John Wilson (trợ lý đặc biệt cho Chamberlain) mang đi. Bức thư nói chính phủ Tiệp Khắc đã thông báo cho biết tối hậu thư Godesberg là "hoàn toàn không thể chấp nhận được." Khi nghe dịch bức thư, thình lình Hitler nhảy dựng lên, la hét: "Không có lý do gì phải đàm phán thêm!" rồi đi ra khỏi cửa. Rồi Hitler trở lại ngồi phệt trên ghế, nhiều lần ngắt ngang lời người thông dịch bằng cách hét lên:
Người Đức đang bị đối xử như là da đen... Ngày 1 tháng 10 tôi sẽ chiếm Tiệp Khắc. Nếu Pháp và Anh muốn đánh, cứ để cho họ đánh...
Chamberlain đã đề nghị các đại diện của Tiệp Khắc và Đức nên gặp nhau lập tức để dàn xếp "cách thức chuyển giao lãnh thổ," còn Anh sẵn lòng cử đại diện ngồi vào buổi họp. Hitler trả lời rằng ông chỉ thương thuyết chi tiết nếu Tiệp Khắc chấp nhận trước tối hậu thư Godesberg (mà họ đã bác bỏ). Và họ phải trả lời trong vòng 48 tiếng đồng hồ – lúc 2 giờ chiều ngày 28 tháng 9.
Ngày 26 tháng 9, Hitler đọc diễn văn tại sân vận động Sportpalast ở Berlin đông kín người, la lối và gào thét trong cơn điên loạn. Hitler lăng mạ cá nhân Beneš, tuyên bố rằng vấn đề chiến tranh hoặc hòa bình bây giờ tùy thuộc vào tổng thống Beneš, và rằng dù sao chăng nữa, ông sẽ chiếm Sudetenland vào ngày 1 tháng 10. Ông thốt lên một cách khinh bỉ: "Chúng tôi không muốn người Tiệp!"
Ngày kế, 27 tháng 9, Hitler trở lại tư thái bình thường để tiếp kiến Ngài Horace Wilson lần thứ hai. Ông bảo không có lời gì nhắn gửi Chamberlain. Bây giờ là tùy người Tiệp. Họ có thể chấp nhận hoặc từ khước những yêu cầu của ông. Nếu họ từ khước, ông giận dữ thét lên: "Tôi sẽ tiêu diệt Tiệp Khắc." Ông lặp lại câu đe dọa này nhiều lần với vẻ thích thú.
Như thế là quá mức ngay cả đối với Wilson vốn hay nhượng bộ. Ông này đứng lên và nói:
Trong trường hợp này, tôi được Thủ tướng tôi ủy quyền để có lời tuyên bố sau: "Nếu vì làm tròn nghĩa vụ hiệp ước mà Pháp can dự tích cực vào hành động thù địch với Đức, Vương quốc Anh sẽ bắt buộc phải ủng hộ Pháp".
Hitler trả lời với thái độ gây hấn: "Điều này có nghĩa nếu Pháp muốn tấn công Đức, Anh sẽ bắt buộc cũng phải tấn công Đức."
Khi Ngài Horace trả lời rằng ông không nói thế, rằng rốt cuộc thì tùy nơi Hitler để có hòa bình hoặc chiến tranh, Hitler lớn tiếng: "Nếu Pháp và Anh muốn đánh, thì cứ đánh! Tôi hoàn toàn không màng. Hôm nay là Thứ Ba; vào ngày Thứ Hai tới chúng ta sẽ lâm chiến."
Wilson nói riêng với Hitler khi kết thúc: "Tôi sẽ cố làm cho người Tiệp biết điều," và Hitler trả lời ông "hoan nghênh việc này."
Có lẽ Hitler nghĩ rằng vẫn có thể vỗ về Chamberlain để ông này làm cho người Tiệp "biết điều." Đêm ấy, ông đọc cho thuộc hạ viết một bức thư gửi Chamberlain với ngôn từ khôn khéo.
Lá thư của Hitler được gửi khẩn bằng điện tín đến London tối 27 tháng 9 năm 1938. Đấy là tia hy vọng mỏng manh mà Thủ tướng Anh vội vàng nắm bắt. Ông trả lời sẵn sàng đích thân đi Đức lập tức.

## Sự đầu hàng ở München
Vào lúc 12:30 giờ xế chiều ngày 29 tháng 9 năm 1938, Adolf Hitler với vị thế như là người chuyên đi thôn tính tiếp đón nguyên thủ của các chính phủ Anh, Pháp và Ý.
Các cuộc thảo luận chỉ có tính thủ tục nhằm thực hiện chính xác những gì Hitler muốn vào thời điểm ông muốn. Công việc tiến hành một cách xuề xòa, và xét theo biên bản buổi họp được tịch thu sau chiến tranh, Thủ tướng Anh và Thủ tướng Pháp khá sẵn lòng đồng ý với Hitler.
Hội nghị bắt đầu công việc thật sự khi Mussolini, người phát biểu thứ ba – Daladier được để sau cùng – nói "nhằm mang đến một giải pháp thực tế cho vấn đề," ông đã mang theo một đề xuất ghi trên giấy. Nguồn gốc văn bản này là đáng để ý, và cho đến khi qua đời Chamberlain vẫn không biết. Từ hồi ký của François-Poncet và Henderson, rõ ràng là họ cũng không biết. Thật ra, câu chuyện chỉ được đưa ra ánh sáng một thời gian lâu sau khi hai nhà độc tài qua đời.
Cái mà Mussolini mang ra như là kế hoạch dung hòa của chính ông đã được vội vã soạn thảo ngày hôm trước tại Bộ Ngoại giao Đức. Các tác giả là Göring, Neurath và Weizsäcker làm việc sau lưng Ribbentrop, vì ba người không tin tưởng nơi phán xét của ông này. Göring mang bản văn đến trình Hitler, ông này chấp nhận, rồi TS. Schmidt vội vã dịch bản văn sang Pháp văn. Bản văn được trao cho Đại sứ Ý Attolico, và người này đọc nội dung qua điện thoại cho Mussolini nắm bắt ở Rome ngay trước khi ông lên đường đi München.
Vì các bên đều hoan nghênh "đề xuất Ý," chỉ cần thảo luận các chi tiết thi hành. Chamberlain – nguyên là doanh nhân và cựu Bộ trưởng Tài chính – muốn biết ai sẽ đền bù cho tài sản công được chuyển giao cho Đức. Có vẻ mệt nhọc và cũng bực dọc vì không thể theo dõi các câu trao đổi bằng tiếng Pháp và Anh, Hitler trả lời ngay là không có đền bù gì cả. Khi Chamberlain phản đối điều khoản quy định người Tiệp không được mang theo bò khi rút đi khỏi Sudetenland, Hitler lớn tiếng: "Không nên phí thời giờ quý báu của chúng ta vào chuyện vụn vặt như thế!" Vị Thủ tướng Anh bỏ qua vấn đề.
Nhưng ông đòi hỏi phải có mặt đại diện của Tiệp Khắc. Ông nói nước ông "không thể đảm bảo người Tiệp sẽ rút lui xong xuôi vào ngày 1/10 nếu Chính phủ Tiệp Khắc không cam kết việc này." Daladier tỏ ý ủng hộ tuy không nhiệt tình lắm.
Nhưng Hitler vẫn khăng khăng. Ông sẽ không cho phép người Tiệp đến với sự hiện diện của ông. Daladier ngoan ngoãn chịu thua, nhưng Chamberlain cuối cùng đạt được một ít nhượng bộ. Hội nghị đồng ý rằng một đại diện của Tiệp Khắc có thể chờ đợi "trong phòng bên cạnh" như Chamberlain đề nghị.
Và đúng thế: buổi xế chiều đi đến hai đại diện của Tiệp Khắc: TS. Voltech Mastny, Công sứ Tiệp Khắc tại Đức và TS. Hubert Masarik của Bộ Ngoại giao Tiệp Khắc. Họ được lạnh lùng đưa vào một căn phòng bên. Sau khi chờ đợi mỏi mòn từ 2 giờ chiều cho đến 7 giờ tối, họ được Frank Ashton-Gwatkin trong đoàn Anh báo tin chẳng lành. Hội nghị đã đi đến nhất trí chung, ông không thể cho biết chi tiết, nhưng còn "khắc nghiệt" hơn là đề xuất của Pháp-Anh.
Lúc 10:00 giờ tối, hai nhân vật Tiệp Khắc được đưa vào gặp Ngài Horace Wilson, cố vấn của Thủ tướng Anh. Thay mặt Thủ tướng, Wilson thông báo cho hai người về những điểm chính và trao cho họ tấm bản đồ theo đấy người Tiệp phải rút đi lập tức. Khi hai nhân vật Tiệp Khắc định lên tiếng phản đối, Wilson ngắt lời họ. Ông bảo không còn gì để nói, và lập tức bước ra khỏi phòng. Hai nhân vật Tiệp Khắc phản đối với Ashton-Gwatkin lúc này vẫn còn ở bên cạnh họ, nhưng vô vọng. Ông nói với hai người:
Nếu các ông không chấp nhận, các ông sẽ phải giải quyết chuyện của các ông với người Đức mà không có chúng tôi. Có lẽ người Pháp sẽ nói với các ông điều này một cách nhỏ nhẹ hơn, nhưng các ông nên tin tôi là họ cùng quan điểm với chúng tôi. Họ không quan tâm.
Đấy là sự thật, dù là nghe phũ phàng đối với hai đại diện của Tiệp Khắc. Khoảng sau 1 giờ sáng ngày 30 tháng 9 năm 1938, tuần tự Hitler, Chamberlain, Mussolini và Daladier ký vào bản Hiệp ước München quy định Quân đội Đức sẽ bắt đầu tiến vào Tiệp Khắc ngày 1 tháng 10, và hoàn tất việc chiếm đóng Sudetenland ngày 10/1. Hitler đã đạt được kết quả đúng như yêu sách đã bị từ chối tại Godesberg.
Thật ra, Hiệp ước đề ngày 29 tháng 9. Các điều khoản chính quy định Đức sẽ tiến vào chiếm đóng trong bốn giai đoạn từ ngày 1 đến 7 tháng 10. Đức sẽ chiếm đóng phần lãnh thổ còn lại ngày 10 tháng 10, sau khi "Ủy hội Quốc tế" vạch đường ranh giới. Ủy hội sẽ gồm đại diện của Anh, Pháp, Đức, Ý và Tiệp Khắc. "Ủy hội Quốc tế" sẽ tổ chức trưng cầu dân ý "chậm nhất là cuối tháng 11" ở những vùng không rõ tỷ lệ của các dân tộc, và sẽ định đường ranh giới.
Cam kết về trưng cầu dân ý không bao giờ được thực hiện. Cả Đức lẫn Ý không bao giờ đảm bảo cho Tiệp Khắc chống lại sự xâm lấn, ngay cả sau khi các vấn đề dân tộc thiểu số Ba Lan và Hungari đã được giải quyết, còn Anh và Pháp từ chối việc đảm bảo của họ.
Đối với Tổng thống Tiệp Khắc Beneš, không có chọn lựa nào khác hơn là phải chấp nhận. Anh và Pháp không những bỏ rơi đất nước ông, mà bây giờ còn ủng hộ Hitler sử dụng vũ lực nếu ông bác bỏ bản hiệp ước. Tiệp Khắc nhượng bộ "dưới sự phản đối với thế giới," theo lời bản công bố chính thức. Tướng Sirovy, tân Thủ tướng, nói với người dân Tiệp Khắc trên sóng phát thanh: "Chúng ta đã bị bỏ rơi. Chúng ta chỉ có một mình."
Anh và Pháp gây áp lực đến cùng trên đất nước mà họ đã dẫn dụ và phản bội. Đại sứ Pháp cố nói lên lời chia buồn, nhưng Bộ trưởng Ngoại giao Krofta ngắt lời: "Chúng tôi đã bị thúc ép mà lâm vào hoàn cảnh này; bây giờ mọi việc đều chấm dứt; hôm nay đến phiên chúng tôi, ngày mai sẽ đến phiên những người khác"...
Ngày 5 tháng 10 năm, do áp lực của Đức Tổng thống Tiệp Khắc Beneš từ chức và, khi biết tính mạng mình bị lâm nguy, bay đi lánh nạn ở Anh. Tướng Sirovy làm Tổng thống lâm thời.
"Ủy hội Quốc tế" được vội vã thành lập gồm các đại sứ Ý, Anh và Pháp, thêm công sứ Tiệp Khắc tại Đức và Thứ trưởng Ngoại giao Đức von Weizsäcker. Hitler và Quân lực Đức gây áp lực để mọi sự tranh cãi về các lãnh thổ được dàn xếp có lợi cho Đức. Cuối cùng, ngày 13/10 Ủy hội Quốc tế biểu quyết để bãi bỏ cuộc trưng cầu dân ý mà Hiệp ước München quy định cho những vùng đang bị tranh chấp.
Giống như những con kên kên, bây giờ Ba Lan và Hungari xông vào để xâu xé lãnh thổ của Tiệp Khắc.
Ba Lan chiếm gần 1.700 km² chung quanh Teschen có 228.000 dân, trong số này có 133.000 người Séc.
Hungari chiếm hơn 19.000 km², với 500.000 người sắc tộc Magyar và 272.000 người Séc.
Thêm nữa, đất nước đã bị cắt manh mún và mất vị thế phòng thủ bây giờ lại bị Đức ép buộc lập một chính phủ thân Đức. Rõ ràng là từ lúc này, nước Tiệp Khắc mới chỉ biết trông cậy vào lòng khoan dung của nhà Lãnh tụ Đế chế thứ Ba.

## Hậu quả
Hiệp ước München trao cho Hitler những gì mà ông đòi hỏi ở Godesberg, và "Ủy hội Quốc tế" vì những hù dọa của ông mà phải cho thêm. Cuối cùng, đến ngày 20 tháng 11 năm 1938, Tiệp Khắc nhường cho Đức gần 30.000 km² lãnh thổ, trên đó có 2.800.000 người Đức Sudeten và 800.000 người Séc sinh sống. Trên lãnh thổ này là một hệ thống lô cốt mà từ trước đến giờ tạo nên tuyến phòng thủ vững chắc nhất châu Âu, có lẽ chỉ kém Phòng tuyến Maginot của Pháp.
Nhưng không chỉ có thế. Cả hệ thống đường sắt, đường bộ, điện thoại và điện tín của Tiệp Khắc đều bị xáo trộn. Theo số liệu của Đức, Tiệp Khắc mất trên dưới 80% than non, hóa chất, xi măng; trên dưới 70% than đá, sắt, thép, điện năng; và 40% gỗ. Một đất nước công nghiệp phồn thịnh trong phút chốc bị tan rã và phá sản.
Liệu Anh và Pháp có cần thiết phải nhượng bộ ở München không? Liệu Adolf Hitler có chơi nước bài tháu cáy hay không?
Bây giờ người ta biết rằng câu trả lời – một cách nghịch lý đối với cả hai câu hỏi – là: Không. Tất cả tướng lĩnh thân cận với Hitler và sống sót sau chiến tranh đều đồng ý là nếu không có Hiệp ước München, Hitler hẳn đã tấn công Tiệp Khắc ngày 1/10/1938, và họ nghĩ rằng dù lúc đầu có lưỡng lự, cuối cùng Anh, Pháp và Liên Xô sẽ bị cuốn hút vào chiến tranh.
Và điều quan trọng nhất cho lịch sử ở điểm này: các tướng lĩnh Đức đều nhất trí với nhau rằng Đức sẽ bại trận, và bại trận nhanh chóng. Còn người ủng hộ Chamberlain và Daladier – họ chiếm đa số lúc này – lập luận rằng Hiệp ước München không phải giúp phương Tây tránh chiến tranh, mà giúp cho họ tránh tàn phá trong chiến tranh, nhân thể tránh cho London và Paris bị không quân Đức san bằng.
Luận cứ này bị những người biết rõ nhất phản bác: chính là các tướng lĩnh thân cận với Hitler và ủng hộ ông từ đầu đến cuối. Người đứng đầu nhóm này là Thống chế Wilhelm Keitel (Tham mưu trưởng Bộ Tổng Tham mưu Quân lực Đức), trong Tòa án Nürnberg, khi được hỏi về phản ứng của tướng lĩnh Đức đối với Hiệp ước München, Keitel trả lời:
Chúng tôi rất đỗi vui mừng là việc này không dẫn đến chiến dịch quân sự bởi vì... chúng tôi luôn nghĩ rằng chúng tôi không có đủ phương tiện để đánh phá những công sự phòng thủ vùng biên giới của Tiệp Khắc.
Những chuyên gia quân sự Đồng minh luôn cho rằng Quân đội Đức đã có thể xuyên thủng Tiệp Khắc. Nhưng ngoài lời khai của Keitel rằng không phải như thế, còn có thêm ý kiến của Thống chế Erich von Manstein, một trong những tư lệnh mặt trận tài giỏi nhất của Đức. Khi khai ở Nürnberg về vị thế của Đức vào thời điểm Hiệp ước München, ông giải thích:
Nếu chiến tranh bùng nổ, chúng tôi không thể bảo vệ biên giới phía Tây lẫn biên giới Ba Lan, và rõ ràng là chúng tôi hẳn đã bị các công sự phòng thủ của Tiệp Khắc chặn đứng, bởi vì chúng tôi không có khả năng để xuyên phá.
Đại tướng Alfred Jodl (Tham mưu trưởng Hành quân của Bộ Tổng Tham mưu Quân lực Đức) khai trước Tòa án Nürnberg:
Không thể nào năm sư đoàn tác chiến và bảy sư đoàn dự bị ở miền Tây... chống chọi được 100 sư đoàn của Pháp. Về mặt quân sự, việc này là không thể được.
Trong giai đoạn ấy, ở Berlin người ta công nhận rằng Anh và Pháp có khả năng quân báo khá tốt. Rất khó mà tin rằng các nhà lãnh đạo quân sự Anh và Pháp không biết gì về những điểm yếu hiển nhiên của Quân đội Đức trong việc tham dự cuộc chiến ở cả hai mặt trận. Dù là con người rất cẩn trọng, Thống chế Gamelin, Tổng Tham mưu trưởng Quân đội Pháp, còn e ngại gì khi ông có đến 100 sư đoàn đối mặt với 5 sư đoàn tác chiến và 7 sư đoàn dự bị của Đức?
Nhiều luận cứ cho rằng một lý do khiến cho Anh quốc nhượng bộ là họ sợ không quân Đức sẽ san bằng London, và chắc hẳn người Pháp cũng run sợ trước viễn cảnh kinh khiếp là thủ đô hoa mỹ của họ cũng bị tàn phá. Nhưng khi được biết về sức mạnh của không quân Đức lúc bấy giờ, dân chúng London và Paris cũng như hai vị Thủ tướng không cần phải lo sợ quá đáng. Không quân Đức, giống như Lục quân Đức, đang tập trung chống lại Tiệp Khắc, vì thế không có khả năng đe dọa phương Tây. Ngay cả nếu vài máy bay thả bom của Đức có thể được tách ra để tấn công London và Paris, họ hẳn đã khó bay được đến các mục tiêu. Đức không có khả năng cung cấp máy bay chiến đấu để bảo vệ các máy bay thả bom của họ. Các sân bay quân sự của Đức ở khoảng cách quá xa.
Cũng đã có lập luận – nhất là từ hai đại sứ Pháp và Anh – rằng Hiệp ước München cho Pháp và Anh có được gần một năm để bắt kịp cuộc tái vũ trang của Đức. Sự kiện đi ngược lại lập luận này. Như Churchill, được mọi sử gia quân sự Đồng minh ủng hộ, đã viết:
Thời gian một năm 'có thêm' do Hiệp ước München khiến cho Anh và Pháp sau đấy ở vị thế còn tệ hại hơn so với thời điểm ký Hiệp ước.
Khi soát xét lại sự việc và với thông tin bây giờ người ta có được từ tài liệu mật của Đức cùng lời khai của chính người Đức, có thể đúc kết như sau:
Đức không đủ mạnh để tham chiến ngày 1 tháng 10 năm 1938 chống lại Tiệp Khắc và Anh-Pháp, chưa kể đến Liên Xô. Nếu Đức gây hấn, Đức sẽ chiến bại một cách nhanh chóng và dễ dàng, và đây sẽ là dấu chấm hết cho Hitler và Đế chế thứ Ba.
Thái độ ương ngạnh, cuồng tín của Chamberlain trong việc đáp ứng những gì Hitler đòi hỏi, và ba chuyến đi đến Đức đã cứu nguy cho Hitler, củng cố vị thế của ông này đối với châu Âu, dân Đức và Quân đội Đức vượt quá những gì có thể tưởng tượng được vài tuần trước đấy. Việc này cũng tiếp sức mạnh vô hạn cho Đế chế thứ Ba so với các nền dân chủ phương Tây và Liên Xô.
Đối với Pháp, Hiệp ước München là thảm họa: vị thế quân sự của Pháp bị suy sụp. Vì lý do quân đội Pháp không bằng phân nửa quân đội Đức khi Đức đã động viên tổng lực và cũng vì khả năng sản xuất vũ khí yếu kém, Pháp đã khổ công gây dựng những mối liên minh với các nước nhỏ hơn bên cạnh sườn của Đức – và của Ý. Những nước này là Tiệp Khắc, Ba Lan, Nam Tư và Rumani. Hợp lại, họ có tiềm năng quân sự ngang bằng một cường quốc châu Âu. Bây giờ, Pháp mất đi sự yểm trợ của 35 sư đoàn Tiệp Khắc được huấn luyện nhuần nhuyễn, được trang bị hùng hậu, trấn giữ những pháo đài kiên cố vùng đồi núi và có khả năng chống trả một lực lượng Đức lớn hơn. Nhưng không chỉ có thế. Sau Hiệp ước München, những nước liên minh với Pháp còn lại ở Tây Âu không còn tin tưởng nơi lời hứa hẹn trên giấy tờ của Pháp. Họ cố chen lấn nhau để tìm cách thỏa hiệp với Quốc xã trong khi còn có thời giờ.
Nếu không chen lấn, thì Moskva cũng cựa mình. Dù Liên Xô lập liên minh quân sự với cả Tiệp Khắc và Pháp, chính phủ Pháp đã về hùa với Đức và Anh mà loại Liên Xô ra khỏi hội nghị München. Josef Stalin sẽ không bao giờ quên hành động khinh rẻ này và sẽ khiến cho hai nước phương Tây trả giá đắt về sau.

## Chung cục
Ít ngày sau khi ký Hiệp ước München, Hitler bắt đầu khởi động kế hoạch để đạt đến giải pháp toàn diện.
Lúc 6 giờ sáng ngày 15 tháng 3 năm 1939, quân Đức tràn vào Böhmen và Mähren. Họ không gặp sự kháng cự nào, và đến buổi tối Hitler có thể tiến bước như người chiến thắng vào Praha. Trước khi rời Berlin, Hitler ra một tuyên cáo hùng hồn một cách hãnh diện: "Tiệp Khắc đã bị xóa sổ!"

## Chú giải
- Chú giải 1:  Sudetenland: vùng đất gồm Böhmen và Mähren và một phần Silesia chung quanh dãy núi Sudeten, có phần lớn người gốc Đức (gọi là người Đức Sudeten) cư ngụ, vào thời gian 1918-38 và sau năm 1945 thuộc về Tiệp Khắc; hiện nay là miền tây, một phần miền bắc và một phần miền nam của Cộng hòa Séc.
- Chú giải 2:  Berchtesgaden: ngôi làng vùng núi Alps miền đông-nam của Đức, nằm trong Bang Bayern, gần biên giới Đức-Áo, nơi có biệt thự nghỉ dưỡng của Hitler mang tên Berghof (hiện đã bị phá hủy).